# Тандрон
Тандро́н (фр. Tendron) — коммуна во Франции, находится в регионе Центр. Департамент — Шер. Входит в состав кантона Неронд. Округ коммуны — Сент-Аман-Монтрон.
Код INSEE коммуны — 18260.

## География
Коммуна расположена приблизительно в 220 км к югу от Парижа, в 125 км юго-восточнее Орлеана, в 34 км к востоку от Буржа.
По территории коммуны протекает река Эрен.

## Население
Население коммуны на 2008 год составляло 121 человек.
| 1962 | 1968 | 1975 | 1982 | 1990 | 1999 | 2008 |
| ---- | ---- | ---- | ---- | ---- | ---- | ---- |
| 120  | 132  | 118  | 99   | 122  | 110  | 121  |

## Экономика
В 2007 году среди 75 человек в трудоспособном возрасте (15-64 лет) 53 были экономически активными, 22 — неактивными (показатель активности — 70,7 %, в 1999 году было 72,6 %). Из 53 активных работали 44 человека (29 мужчин и 15 женщин), безработных было 9 (5 мужчин и 4 женщины). Среди 22 неактивных 7 человек были учениками или студентами, 4 — пенсионерами, 11 были неактивными по другим причинам.